# Saint-Bauzille-de-Montmel
Saint-Bauzille-de-Montmel este o comună în departamentul Hérault din sudul Franței. În 2009 avea o populație de 936 de locuitori.

## Evoluția populației
| An        | 1975 | 1982 | 1990 | 1999 | 2006 | 2009 |
| --------- | ---- | ---- | ---- | ---- | ---- | ---- |
| Populație | 370  | 456  | 479  | 734  | 883  | 936  |